# CK JUNGLE!!!
『CK JUNGLE!!!』（シーケー ジャングル!!!）はC&Kの2枚目のメジャーオリジナルアルバムである。2013年2月6日発売。発売元はユニバーサルミュージック。

## 解説
- 前作『CK A-YANKA!!!』から約1年5ヶ月振りとなるオリジナルアルバム。
- 初回限定盤には、シングル7曲のPVと特典映像「CK TV」を収録したDVDを付属。

## 収録曲

### CD
1. アイアイのうた〜僕とキミと僕等の日々〜
7thシングル
2. ジャパンパン〜日本全国地元化計画〜
5thシングル
3. C&K IV
4. DANCE WITH ME
5. 踊LOCCA〜around the world 新たなる冒険〜
6. サヨナラ
7thシングルカップリング
7. 交差点
7thシングルカップリング
8. メモリーズ
9. NO MORE CRY
10. 王様ゲーム
6thシングル
11. YOU ARE MY FIRE〜お前にこの愛を捧ぐ〜
12. みんなのうた
5thシングルカップリング
13. 四池さんのマーチ

### DVD
1. 梅雨明け宣言 (MUSIC VIDEO)
2. 上京がむしゃら物語 (MUSIC VIDEO)
3. ぼくのとなりにいてくれませんか? (MUSIC VIDEO)
4. 僕の天使 (MUSIC VIDEO)
5. ジャパンパン〜日本全国地元化計画〜 (MUSIC VIDEO)
6. 王様ゲーム (MUSIC VIDEO)
7. アイアイのうた〜僕とキミと僕等の日々〜 (MUSIC VIDEO)
8. CK TV